# Batok
Batok je stará jednotka objemu používaná v Indonésii. Do češtiny se dá přeložit jako skořápka. 

## Převodní vztahy
- 1 batok = 1,072 l = 1/8 gantang = 1,2048 kojan